# 국제조류균류식물명명규약
국제조류균류식물명명규약(國際藻類菌類植物命名規約, 영어: International Code of Nomenclature for algae, fungi, and plants, ICN)은 식물, 균류 및 전통적으로 조류, 균류, 식물로 취급되는 모든 생물군에 부여되는 공식적인 식물 이름을 다루는 규칙들 및 권고사항들이다. 이전에는 국제식물명명규약(國際植物命名規約, 영어: International Code of Botanical Nomenclature, ICBN)이라고 불렸다. 국제조류균류식물명명규약이란 이름은 2005년의 비엔나 코드를 대체한 멜버른 코드의 일부로 2011년 7월에 오스트레일리아 멜버른에서 열린 국제식물학회(International Botanical Congress)에서 변경되었다.

## 연혁
국제조류균류식물명명규약이 제정된 이후에도 지속적으로 회의를 개최하면서 명명규약을 검토, 수정해오고 있다. 세계의 모든 식물의 학명은 이 명명규약에 따라 명명되며, 학명의 적용에 있어서의 논쟁도 이 규약에 따라 정리된다. 명명규약의 전문에 나타난 목적을 요약하면 식물분류군에 대해 명명하는 이유는 분류군의 계급을 정확히 지칭하고자 함이며 오류, 정확성의 부족 등 사용할 수 없는 식물명이 정해지는 것을 막고 확실한 절차에 따라 각 분류군에 대해 적용할 수 있는 규정을 정하는데 있다.

## 규약 내용
명명규약은 1부에서는 원칙, 2부에서는 규약과 권고 사항, 3부에서는 규약수정에 관한 규정과 부록 등으로 구성되어 있다. 식물의 학명은 2명법을 적용하며 1753년 출판된 린네의 식물의 종(Species plantarum)을 기준으로 우선권을 규정하고 있고 한 식물에는 한 개의 정명만 있음을 명시하고 있다.

## 같이 보기
- 학명